# Olav Hansson
Olav Hansson (* 23. Juli 1957 in Røa, Oslo) ist ein ehemaliger norwegischer Skispringer.

## Werdegang
Der für den Verein Røa IL startende Hansson sprang am 30. Dezember 1981 erstmals im Skisprung-Weltcup. Beim Eröffnungsspringen zur Vierschanzentournee 1981/82 landete er am Ende auf dem 32. Platz. Bereits in seinem zweiten Springen in Garmisch-Partenkirchen gelang ihm mit Platz 9 der Gewinn der ersten Weltcup-Punkte. Bei der Nordischen Skiweltmeisterschaft 1982 in seiner Heimatstadt Oslo konnte er auf der Normalschanze den 7. Platz erreichen. Auf der Großschanze gewann er hinter Matti Nykänen die Silbermedaille. Im Teamspringen konnte er gemeinsam mit Johan Sætre, Per Bergerud und Ole Bremseth die Goldmedaille gewinnen. Nach weiteren guten Platzierungen im Weltcup, darunter ein 2. Platz in Štrbské Pleso, beendete er die Weltcup-Saison 1981/82 auf dem 13. Platz in der Gesamtwertung.
Bei den Norwegischen Meisterschaften 1982 in Raufoss gewann Hansson hinter Roger Ruud und Ole Bremseth die Bronzemedaille auf der Normalschanze. Auf der Großschanze gewann er hinter Johan Sætre die Silbermedaille.
Im Sommer 1982 konnte Hansson drei internationale Wettbewerbe gewinnen, darunter das 4. Internationale Sommerskispringen in Kandersteg vor dem amtierenden Weltmeister Matti Nykänen.
Am 18. Dezember 1982 konnte er in Cortina d’Ampezzo erneut mit Platz 2 aufs Podium springen und legte damit den Grundstein für seine erfolgreichste Weltcup-Saison. Auch in Bischofshofen und Thunder Bay stand er auf dem Podium. Zuvor war er bereits in der Gesamtwertung der Vierschanzentournee 1982/83 auf den 8. Rang gesprungen. Beim Skifliegen in Vikersund erreichte er ebenfalls Platz 2. Er beendete die Saison im März mit einem 3. und einem 4. Platz bei den Springen in Planica. Er beendete die Weltcup-Saison 1982/83 als Vierter in der Weltcup-Gesamtwertung.
Bei den Norwegischen Meisterschaften 1983 in Lillehammer gewann er auf der Normal- und auf der Großschanze die Silbermedaille hinter Per Bergerud.
Im Anschluss an die Saison legte er für über ein Jahr eine internationale Wettkampfpause ein und sprang erstmals am 30. Dezember 1984 wieder im Weltcup. Die Saison 1984/85 begann jedoch nicht so gut und so landete er meist nur auf hinteren Rängen. Daher nahm er auch nur an 5 von 21 Weltcup-Springen teil. In der Saison 1985/86 kam Hansson bei allen Teilnahmen jeweils unter die besten Zwanzig. Die Vierschanzentournee 1985/86 beendete er auf Platz 8 in der Gesamtwertung. Zum Beginn der Saison 1986/87 sprang er in Chamonix noch einmal auf den 2. Platz. Es war sein letzter Podiumsplatz sowie die letzte Platzierung unter den besten 10. Zum Ende der Saison sprang er noch einmal auf den 14. Platz auf seiner Heimatschanze, dem Holmenkollen in Oslo, und beendete im Anschluss daran seine aktive Springerkarriere. Zuvor hatte er bei den Norwegischen Meisterschaften 1987 in Kongsberg die Bronzemedaille von der Normalschanze gewonnen.
Mit 11 Podest-Platzierungen im Weltcup ist Hansson der Springer mit den meisten Spitzenplätzen, dem nie der Gewinn eines Weltcup-Wettbewerbs gelungen ist (Stand: 9. Januar 2019).

## Erfolge

### Weltcup-Platzierungen
| Saison  | Platz | Punkte |
| ------- | ----- | ------ |
| 1981/82 | 13.   | 074    |
| 1982/83 | 04.   | 186    |
| 1984/85 | 39.   | 016    |
| 1985/86 | 37.   | 016    |
| 1986/87 | 32.   | 022    |